# 菅谷勝貞
菅谷 勝貞（すげのや かつさだ、生年不詳 - 天正3年（1575年））は、戦国時代から安土桃山時代にかけての武将。小田氏の家臣。菅谷政貞は子。

## 生涯
常陸国の戦国大名・小田氏の重臣として仕えた。
智勇兼備の武将で、1516年に若泉五郎左衛門の土浦城を攻め取り、のちに病死した信太範貞に代わってそこの城主となった。
また、利根川・小貝川水系の水運にも大きな影響力を持ち、1519年には古河公方・足利高基の要請を受けて上総国の足利義明とそれを支援する真里谷氏を討伐するために船を貸し出して自らも従軍している。その後も上杉謙信や佐竹氏と戦って、終生、小田氏を支えたという。
天正3年（1575年）、死去。